# 石村博子
石村 博子（いしむら ひろこ、1951年 - ）は、日本のルポルタージュ作家、ノンフィクション作家。北海道室蘭市生まれ。法政大学卒業。フリーライターとして活動、著書多数。

## 著書
- 『この母にして…』毎日新聞社、1993
- 『東京伝説』毎日新聞社、1993
- 『ハルビン新宿物語』講談社、1995
- 『贈りものにしたい本』三一書房、1996
- 『新・東京物語』講談社文庫、1996
- 『生の証しをのこして』筑摩書房 ちくまプリマーブックス、1997  - 詩人山本陽子、女優中島葵、作家李良枝がテーマ
- 『悩む心 トンネルを抜けた15人の物語』情報センター出版局、1998
- 『生きる力抱きしめて 孤児だった医師・宏の青春』毎日新聞社、2002
- 『東京の名家』角川oneテーマ21、2002
- 『不完全でいいじゃないか!』伊波真理雄共著 講談社文庫、2002
- 『「喪」を生きぬく』河出書房新社、2005
- 『たった独りの引き揚げ隊 10歳の少年、満州1000キロを征く』角川書店、2009　のち文庫
- 『孤高の名家朝吹家を生きる 仏文学者・朝吹三吉の肖像』角川書店、2013
- 『3・11行方不明 その後を生きる家族たち』角川書店、2013
- 『ピリカチカッポ（美しい鳥）-知里幸恵と「アイヌ神謡集」』岩波書店、2022
- 『脱露 シベリア民間人抑留、凍土からの帰還』KADOKAWA、2024

## 参考
- 『孤高の名家朝吹家を生きる』著者紹介